# Lunație

Variația duratei lunației între 2010 și 2018.

Lunația este intervalul de timp care separă două Luni noi și a cărei durată medie este de 29 de zile, 12 ore, 44 de minute și 2,8 secunde.
Luna se rotește în jurul Pământului în ceva mai mult de 27 de zile (27 de zile, 7 ore, 43 de minute și 11,5 secunde), dar în timpul acestei revoluții, Pământul avansează cu circa 1/12 pe orbita sa în jurul Soarelui. Or, cum revoluția Pământului și a Lunii sunt în același sens, acest lucru se traduce prin faptul că pentru a reveni la aceeași fază, Luna trebuie să-și facă revoluția (27 de zile, și deci aceeași poziție relativă a Pământului) plus 2 zile. În total sunt 29 de zile și jumătae (mai precis: 29 de zile, 12 ore, 44 de minute și 2,8 secunde, și deci aceeași poziție relativă a axei Pământ-Soare).
Durata lunației indicată mai sus este una medie. Durata lunațiilor variază în realitate în cursul unui an (de ordinul a ±6 ore) și chiar de la un an la altul.

## Etimologie
Termenul lunație (cu varianta: lunațiune) provine din limba latină medievală: lunatio, lunationis.